# Tierra Nueva, Matías Romero Avendaño
Tierra Nueva är en ort i Mexiko.   Den ligger i kommunen Matías Romero Avendaño och delstaten Oaxaca, i den sydöstra delen av landet, 500 km sydost om huvudstaden Mexico City. Tierra Nueva ligger 152 meter över havet och antalet invånare är 442.
Terrängen runt Tierra Nueva är platt åt nordost, men åt sydväst är den kuperad. Runt Tierra Nueva är det ganska glesbefolkat, med 26 invånare per kvadratkilometer. Närmaste större samhälle är Los Fresnos, 7,2 km nordväst om Tierra Nueva. Omgivningarna runt Tierra Nueva är en mosaik av jordbruksmark och naturlig växtlighet.